# سنتر پوینت (لوئیزیانا)
سنتر پوینت (به انگلیسی: Center Point) شهری در ایالت لوئیزیانا کشور ایالات متحده آمریکا است که جمعیت آن در سرشماری سال ۲۰۱۰ میلادی، ۴۹۲ نفر بوده‌است.